# Cabezazo (fútbol)

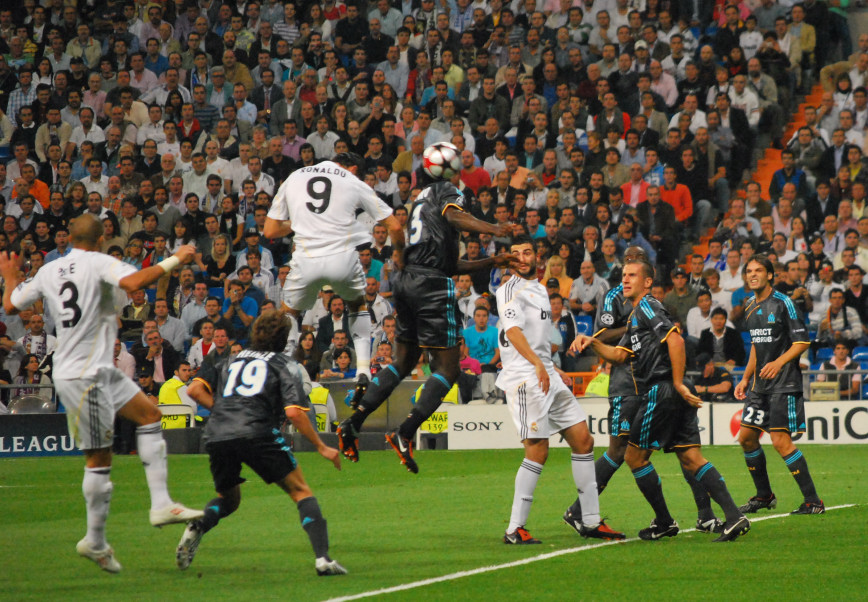
Cristiano Ronaldo (9, blanco) cabeceando el balón al arco para el Real Madrid ante el Marsella en la Liga de Campeones de la UEFA 2009-10.

Un cabezazo es una técnica que se utiliza en el fútbol y sus deportes derivados —el fútbol sala y el fútbol playa—, para controlar el balón usando la cabeza con un golpe fuerte para pasar, rematar o despejar. Esto se puede hacer de pie, saltando o en posición de buceo. Es común y los jugadores la utilizan en todos los partidos.
En general, un delantero usa un cabezazo para marcar un gol, mientras que un defensor generalmente usa un cabezazo para evitar que el oponente marque un gol. Un cabezazo es la única opción cuando el balón está en el aire, debido a la regla de que un jugador no puede hacer contacto con el balón con las manos. La mayoría de los goles de cabeza se marcan como resultado de un centro o un saque de esquina. El creador de juego pasa el balón a través de la portería en el aire, y el jugador atacante (ya sea de pie, saltando o en posición de clavado) golpea el balón con la cabeza.
Para su ejecución es necesario tener los ojos bien abiertos, concentración y cálculo, evitar el choque con el contrario, buscar superficie de contacto más apropiada, precisión y potencia en el contacto, visión de los compañeros, dominio del cuerpo, atención especial a los brazos y ver la trayectoria que trae el balón (fuerza, distancia, efecto).
Cabeceadores destacados han sido Arsenio Erico, Sándor Kocsis, Marcelo Campanal, Pelé, Carlos Alonso, Tim Cahill, Marco van Basten, Fernando Torres, Cristiano Ronaldo, Andy Carroll, Didier Drogba, Álvaro Morata, Harry Kane, Luuk de Jong, Olivier Giroud, Gareth Bale, Javier Hernández, Sergio Ramos, Peter Crouch, Giorgio Chiellini, Ali Daei, Iván Zamorano y Abby Wambach.

## Tipos

### Usuales
- Con salto frontal: El balón es golpeado erguido elevado hacia adelante para despejar o rematar.
- Con salto lateral: El balón es golpeado erguido elevado hacia el costado para despejar o rematar.
- Con salto vertical: El balón es golpeado erguido elevado en el mismo sitio para despejar o rematar.
- En carrera: El balón es golpeado corriendo hacia adelante para rematar.
- Palomita o en plancha: El balón es golpeado cayendo al suelo hacia adelante para despejar o rematar.
- En retroceso: El balón es golpeado corriendo hacia atrás para despejar.
- Estático: El balón es golpeado erguido sin trasladarse para despejar, pasar o rematar.
- Inclinado: El balón es golpeado abalanzando el tronco para despejar, pasar o rematar.

### Lujosos
- De espaldas: El balón es golpeado atrás oblicuo hacia adelante sin ver el arco rival para despejar o rematar. Fue registrado por Uwe Seeler.
- En el suelo: El balón es golpeado tendiéndose sobre el césped para pasar, preservando la posesión y acelerando el ritmo de juego. Fue registrado por Arturo Vidal.[5]
- Foquinha: El balón es golpeado corriendo repetidamente hacia arriba para regatear. Fue registrada por Marco Nappi.
- Suspendido: El balón es golpeado erguido en el aire con un envión, corriendo previamente, para rematar. Fue registrado por Iván Zamorano.[6]
- Trabada con la cabeza: El balón es golpeado a gatas con una «barrida» invertida para despejar o quitar. Fue registrada por Enrique Hrabina.[7]

## Famosos
| Jugador           | Nombre                                              | Campeonato                    | Año  |
| ----------------- | --------------------------------------------------- | ----------------------------- | ---- |
| Evaristo Macedo   | Gol de Evaristo al Madrid                           | Copa de Europa                | 1960 |
| Uwe Seeler        | Cabezazo de Seeler                                  | Copa Mundial                  | 1970 |
| Pelé              | Cabezazo de Pelé                                    | Copa Mundial                  | 1970 |
| Aldo Poy          | Palomita de Poy                                     | Primera División de Argentina | 1971 |
| Elías Figueroa    | Gol iluminado                                       | Brasileirão                   | 1975 |
| Carlos Alonso     | Gol de Santillana al Inter                          | Copa de Europa                | 1981 |
| Lionel Messi      | Cabezazo de Roma                                    | Liga de Campeones de la UEFA  | 2009 |
| Martín Palermo    | Gol desde 38,9 metros                               | Primera División de Argentina | 2009 |
| Jone Samuelsen    | Gol desde 58,13 metros (marca mundial de distancia) | Eliteserien                   | 2011 |
| Ryujiro Ueda      | Gol desde 57,8 metros                               | J1 League                     | 2011 |
| Cristiano Ronaldo | Gol a 2,93 metros (marca mundial de altura)         | Liga de Campeones de la UEFA  | 2013 |
| Cristiano Ronaldo | Gol a 2,61 metros                                   | Eurocopa                      | 2016 |
| Cristiano Ronaldo | Gol a 2,56 metros                                   | Serie A                       | 2019 |
| Sergio Ramos      | Cabezazo de Lisboa                                  | Liga de Campeones de la UEFA  | 2014 |
| Robin van Persie  | Palomita de van Persie                              | Copa Mundial                  | 2014 |
| Bevis Mugabi      | Salto de Mugabi                                     | Scottish Premiership          | 2021 |
| Youssef En-Nesyri | Salto de En-Nesyri (2,78 metros)                    | Copa Mundial                  | 2022 |